# Глушитель (акустический фильтр)
Глушитель — устройство для снижения шума от выходящих в атмосферу газов или воздуха из различных устройств.
В системах вентиляции используются шумоглушители для снижения передаваемого по вентиляционным каналам шума от вентиляционного оборудования.
Оружейный глушитель уменьшает шум выстрела.
Наиболее известны и распространены глушители шума выпуска двигателей внутреннего сгорания, в частности автомобильные глушители.

## Глушители двигателей внутреннего сгорания
Появление шума обусловлено значительным давлением выхлопных газов, вытекающих из цилиндра двигателя со скоростью звуковой волны. Принцип действия глушителей основан на постепенном снижении этого давления или соответственном уменьшении скорости выхлопных газов до величины, меньшей скорости звука.
Простейший глушитель представляет собой сосуд объёмом в 6—20 объёмов цилиндра. Столь большие глушители применяются в стационарных двигателях и вообще в тех условиях, когда масса и габариты глушителя не имеют значения.
Хорошее заглушение шума достигается пропусканием газа через ряд мелких отверстий с последующим его расширением, для чего в глушителях устраивают перфорированные перегородки и сетки.
В поршневых авиационных двигателях глушители почти не применяются, так как они уменьшают мощность мотора, увеличивают его вес и создают добавочное лобовое сопротивление.

### Применяемые материалы и условия работы
Элементы выпускной системы работают при температуре в сотни градусов Цельсия, поэтому на двигателях сравнительно небольшой мощности (примерно до 100 кВт) применяют приёмные трубы из жаропрочной стали, на более мощных двигателях используют выпускной коллектор, литой из чугуна.
При непосредственном примыкании глушителя к двигателю используется водяное охлаждение.
Автомобильные глушители (а также трубы и резонаторы) производятся из:
1. нержавеющей стали (практически отсутствуют в продаже из-за большой стоимости и длительного срока изготовления на заказ). Производятся для наиболее популярных марок автомобилей. Срок службы — не менее 10-15 лет.
2. алюминизированной стали (то есть стали, покрытой алюминием[2]; наиболее распространены на отечественном и европейском рынке; срок службы таких глушителей 3-6 лет);
3. обычной (чёрной) стали без покрытия. Срок службы от 6 месяцев до 2 лет.

Обычные антикоррозионные покрытия (краска, мастика) могут защитить металл лишь при хранении и транспортировке, после установки они обгорают.
С наружной стороны (выпускная система монтируется под днищем кузова) на металл глушителя попадает много грязи и воды, однако здесь основное влияние не коррозии (от нагревания вода быстро испаряется), а тепловых ударов, которые постепенно ослабляют металл. Для защиты от этого выпускную систему располагают ближе к центральной оси кузова и, по возможности, в нишах днища.
С внутренней стороны на глушитель действует раскалённый пульсирующий поток газов, что само по себе вызывает старение и эрозию металла. Кроме того, на холостом ходу и прогреве двигателя газы в трубах успевают охладиться ниже точки росы, что приводит к выпадению конденсата в глушителе (если поездки короткие, он может быть там постоянно), и, соответственно, — коррозии изнутри.
Эти неблагоприятные факторы и определяют сравнительно короткий срок службы выпускной системы в легковых автомобилях. Повреждение («прогар», «прогорание глушителя») может быть внутренним (увеличивается шум) и внешним (небольшое сквозное отверстие, через которое с характерным цокотом выходят газы).

### Глушители легковых автомобилей
Глушители выхлопа автомобильных двигателей были придуманы американским изобретателем Мильтоном Ривзом в 1897 году.
Система выпуска отработанных газов в легковых автомобилях состоит из следующих друг за другом элементов:
- Приёмные трубы глушителя (выпускной коллектор или «паук», из-за внешнего сходства) — патрубки, соединяющие выпускные отверстия цилиндров с выхлопной системой. В мощных автомобилях выпускной коллектор может быть многоступенчатым (т.н. 4-2-1).
- Гофра — полужесткий элемент, соединяющий направленный вертикально вниз выпускной коллектор с выхлопной системой под днищем автомобиля. За счёт эластичности компенсирует тепловое расширение выхлопной системы и гасит вибрационные нагрузки.
- Пламегаситель или «резонатор» — обеспечивает отражение волн выхлопа (отсюда название «резонатор») и первую ступень снижения шума и пульсаций газов.
  - (или, опционально) Каталитический нейтрализатор отработавших газов («катализатор») — преобразует некоторые продукты выхлопа в менее опасные для природы и человека, устанавливается сразу после приёмных труб, так как требует достаточно высокой температуры для своего функционирования. Заменяет собой пламегаситель (то есть — из них ставится что-то одно).
- Труба от пламегасителя или каталитического нейтрализатора до глушителя.
- Собственно глушитель, основная рабочая часть («банка», «бочонок»). Представляет собой герметически закрытую (от внешней среды) металлическую камеру объёмом в несколько литров (чем больше объём, тем эффективнее), внутри которой имеются многочисленные перегородки с отверстиями, образующие расположенные в шахматном порядке камеры. При прохождении газов по такому лабиринту, происходит поглощение пульсаций давления потока (возникающих вследствие работы двигателя) и рассеивание звуковых волн на развитой внутренней поверхности с преобразованием их энергии в тепловую. В зависимости от объёма двигателя и его конфигурации, возможны конструкции с одним или двумя глушителями. Традиционно, два глушителя применяются для двигателей с шестью и более цилиндрами.
- Выхлопная труба — патрубок,  соединяющий глушитель с атмосферой и направляющий поток отработанных газов и звук выхлопа в необходимом направлении. В современных автомобилях выхлопная труба может быть оснащена управляемой заслонкой, позволяющей регулировать громкость и тон звука выхлопа. В зависимости от объёма двигателя, каждый глушитель может иметь до четырёх выхлопных труб.
- Наконечник выхлопной трубы - декоративная накладка на выхлопную трубу.

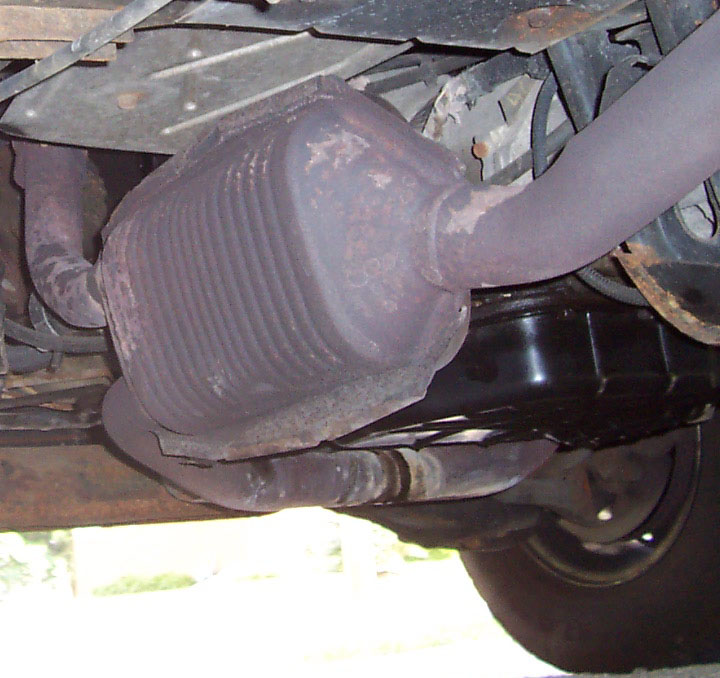
Каталитический конвертер автомобиля Dodge Ram Van (1996 год)

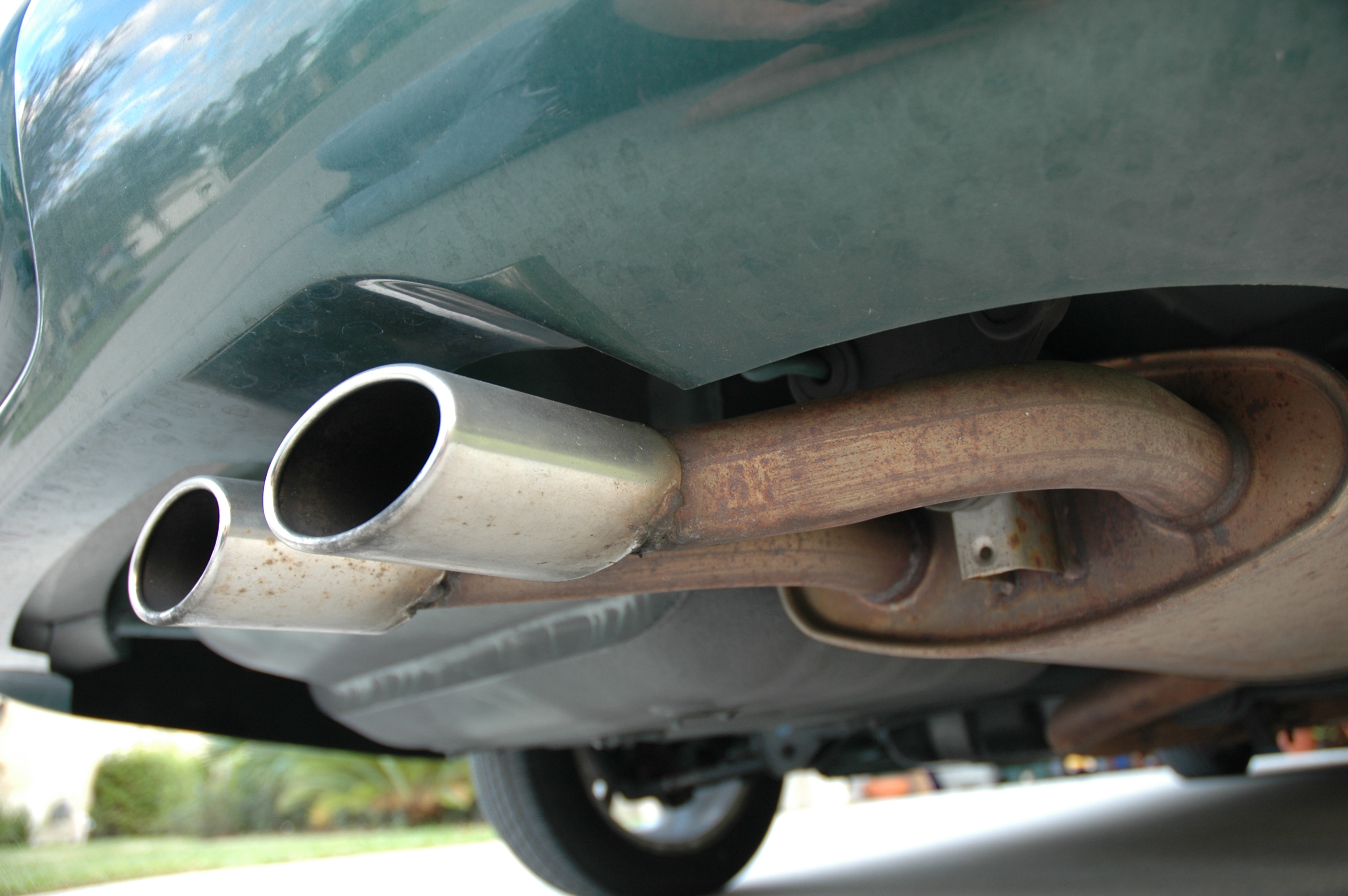
Двойная выхлопная труба на легковом автомобиле. Трубы выходят из глушителя и заканчиваются наконечником

Из-за их жёсткой (через гофру — полужёсткой) связи с вибрирующим двигателем, а также из-за вибраций, порождаемых выхлопными газами, глушитель и трубы крепятся (чаще всего — подвешиваются) к кузову через резиновые элементы-демпферы.
На мощных легковых автомобилях и грузовиках могут устанавливаться два независимых выпускных тракта. Обычно это применяется для продольно установленного V-образного двигателя (отдельные тракты от левой и правой головок цилиндров).

### Глушители мотоциклов

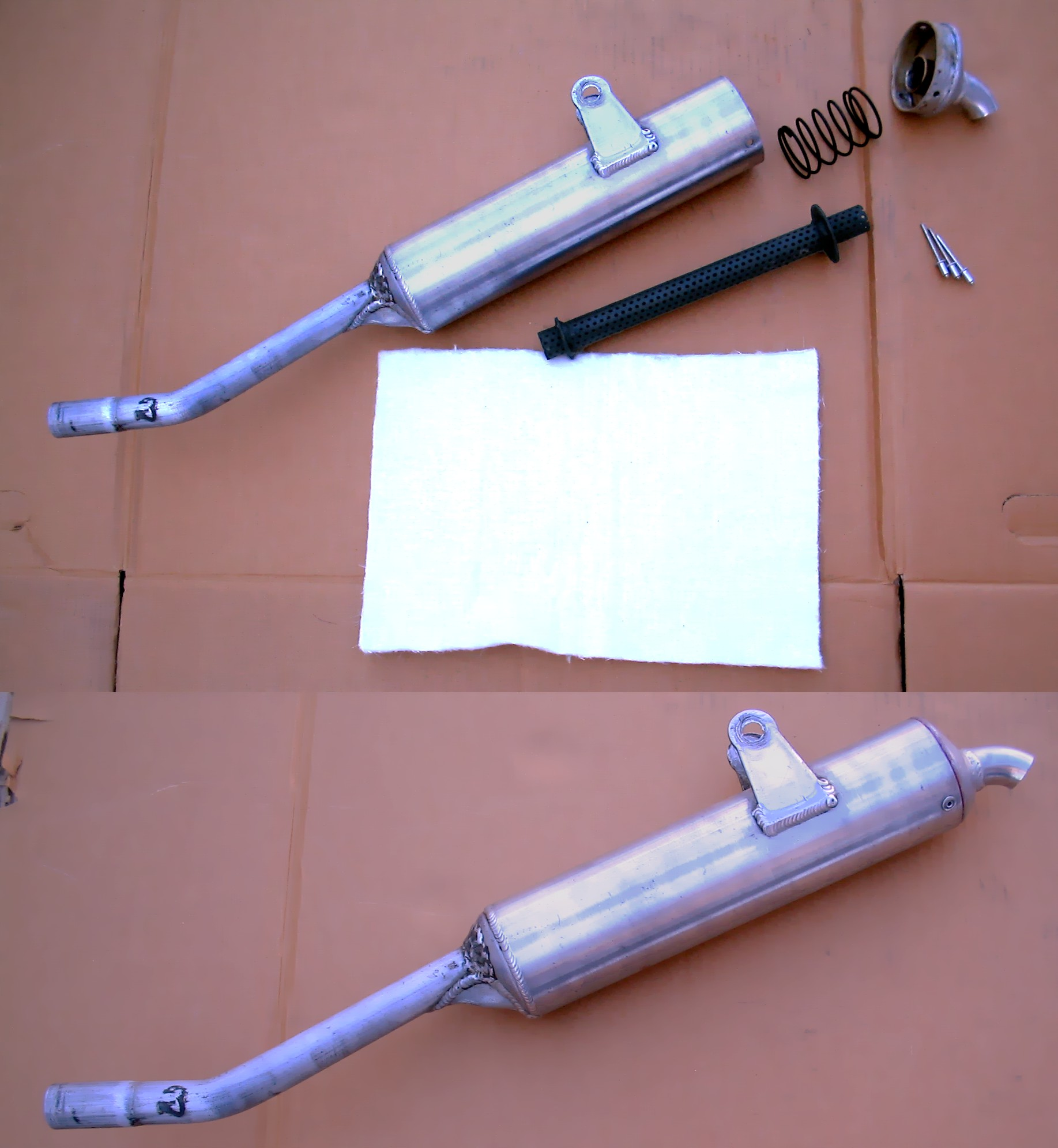
Мотоциклетный глушитель разобранный и собранный

Мотоциклетные глушители размещаются в нижней, боковой частях мотоцикла либо в подседельном пространстве и имеют вытянутую форму, что связано с необходимостью уместить глушитель в габарите транспортного средства. Выхлоп направляется назад с небольшим отклонением вниз и в сторону от мотоцикла, мопеда, скутера. В связи с высокой температурой глушителя в местах его возможного соприкосновения с ногами устанавливаются защитно-декоративные накладки.
Глушители мототехники с двухтактным двигателем отличаются от глушителей мототехники с четырёхтактным двигателем тем, что такие глушители, помимо гасящей коробки, оснащаются резонатором, интегрированным в единый корпус с гасящей коробкой. Резонатор начинается практически сразу после выпускного коллектора и выглядит как длинный расширяющийся конус завершающийся коротким сужающимся конусом.

### Автотюнинг и спорт
В сфере автоспорта глушителям уделяют серьезное внимание в рамках подготовки автомобилей. Как правило, альтернативные глушители отличаются от штатных большей пропускной способностью, что облегчает и ускоряет вывод выхлопных газов из системы. В свою очередь, звук выхлопа в этом случае становится заметно громче, поскольку в угоду прямотоку нивелируется значение резонатора, и нет пластин, которые обуславливают наложение звуковых волн.

### Система выпуска маломощных ДВС
Состоит из приёмной трубы (патрубка, коллектора) и глушителя. Приёмная труба выполняет две основные функции: 1) обеспечивает относительно беспрепятственный выход газов в течение такта выпуска и 2) позволяет отделить глушитель от цилиндра и расположить его в удобном месте. Глушитель при этом, как правило, небольших размеров и крепится только к приёмной трубе (либо ещё одной точке опоры — мотоциклы, мотоблоки).
В особо малых моторах (бензопилы, мотокосы) глушитель крепится непосредственно к цилиндру.
В лодочных моторах иногда применяется выпуск отработанных газов в воду.
Несовершенство глушителей (из-за требований малых размеров или экономии) на маломощной технике является основной причиной её повышенной шумности.

### Влияниетурбонаддувана глушитель
Так как турбина поглощает значительную часть энергии отработавших газов, применение турбонаддува позволяет уменьшить размер глушителя (на тракторах даже исключить его совсем)

## Оружейный глушитель
Оружейный глушитель — это приставка к оружию, позволяющая сделать выстрел тише, но при этом уменьшается убойная сила патрона и скорость пули. Глушители чаще используют в закрытых помещениях на малых расстояниях, где дальнобойность не имеет значения, зато важно не оглушить стрелявшего.

## Глушение звука в помещениях
В больших помещениях за счёт реверберации звук может очень сильно искажаться. Для предотвращения этого явления используются конструктивные архитектурные решения:
1. устанавливаются фальшпотолки и облицовка из звукопоглощающих панелей;
2. на стенах и потолке формируется рассеивающий и поглощающий рельеф, резонаторные полости.